# Hendecasis pulchella
Hendecasis pulchella là một loài bướm đêm trong họ Crambidae.